# Observatoř La Silla
Observatoř La Silla je prvním pozorovacím stanovištěm Evropské jižní observatoře (ESO) v Chile. Nachází se na 2400 m vysoké hoře La Silla (dříve Cinchado), asi 600 km od hlavního města Santiago de Chile, zeměpisné souřadnice jsou 29°15' j. z. š a 70°44' z. z. d.
Observatoř, které jako první bylo uděleno osvědčení Mezinárodní organizaci pro standardizaci (ISO) 9001 Quality Management System, potvrzující kvalitu systému řízení, je v provozu od roku 1969.
Nachází se v jižní části pouště Atacama, v jedné z nejsušších a nejosamělejších oblastí světa. Je velmi daleko od zdrojů světelného znečištění a proto má velice temné nebe, tak potřebné pro kvalitní pozorování vzdálených astronomických objektů.

## Zařízení
V počátcích observatoře si zde některé státy nainstalovaly vlastní pozorovací zařízení a observatoře využívaly jen jako potřebného zázemí pro splnění svých vědeckých programů. Postupně však vědci z jednotlivých zemí začali pracovat na společných úkolech a pozorovací zařízení se postupně doplňovala a začala být využívána společně.
Je zde v provozu více než 15 dalekohledů (teleskopů) a radioteleskopů, mezi nimi především:
- New Technology Telescope – 3,58 m optický a infračervený dalekohled nové technologie, NTT, který byl jako první na světě vybaven tzv. aktivní optikou, kdy tvar primárního zrcadla je průběžně korigován počítačem; tato technologie, vyvinutá v ESO, je nyní využívána u většiny velkých dalekohledů,
- 3,6 m optický a infračervený dalekohled, který je doplněn spektrografem High Accuracy Radial velocity Planet Searcher (HARPS), slouží hlavně k měření radiálních rychlostí vesmírných objektů a stal se nejpokrokovějším přístrojem pro hledání exoplanet ze zemského povrchu,
- 2,2 m optický a infračervený dalekohled německého Ústavu Maxe Plancka,
  - kamera Wide Field Imager (WFI) se 67 milióny pixelů umístěná u tohoto dalekohledu,
- 1,5 m dánský dalekohled,
- 1,2 m švýcarský dalekohled Euler Leonard se spektrografem (CORALIE) pro hledání exoplanet měřením radiální rychlosti,
- 0,6 m italský dalekohled Rapid-Eye Mount (REM),
- 0,6 m dalekohled (TRAPPIST) pro hledání exoplanet a studium komet a astrobiologie,
- 0,25 m radioteleskop (TAROT) - francouzský velmi rychlý přístroj pro hledání záblesků záření gama, obdobný je v observatoři Calern ve Francii,
- MASCARA (Multi-site All-Sky CAmeRA) pro detekci extrasolárních planet,
- 15 m radioteleskop (SEST) sledující submilimetrové vlnové délky.

## Význam
Ročně pracovníci observatoře La Silla publikují okolo 300 vědeckých prací. Observatoř La Silla přinesla množství vědeckých objevů, hlavně při hledání exoplanet s malou hmotností. Mimo jiné observatoři patří zásluha na objevu pravděpodobně první terestrické planety mimo Sluneční soustavu, v obyvatelné zóně hvězdy Gliese 581. Podílela se na potvrzení teorie zrychlujícího se rozpínání vesmíru. Provedla první kompletní fotografickou přehlídku jižní oblohy. Významně se podílí i na současném studiu supernovy SN 1987A.

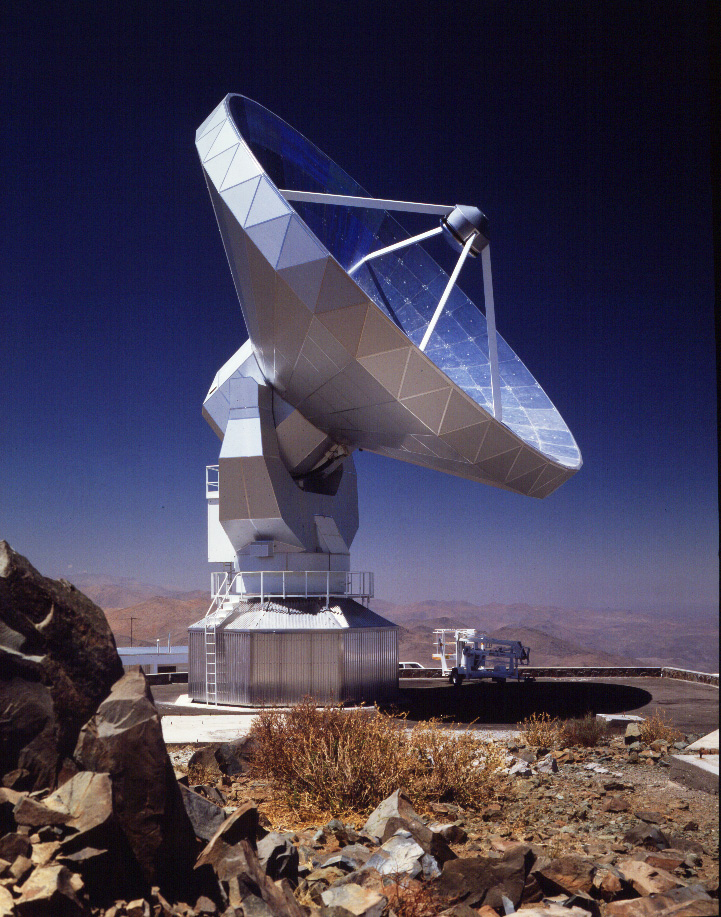
Submilimetrový teleskop
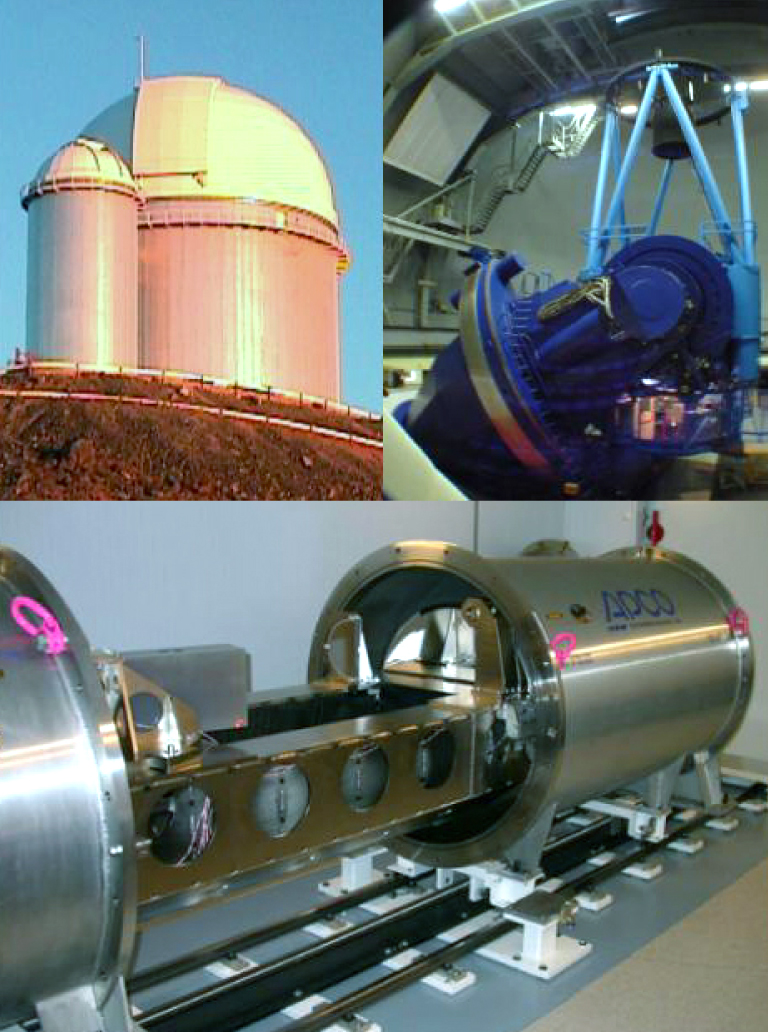
Spektrograf HARPS 3,6 m
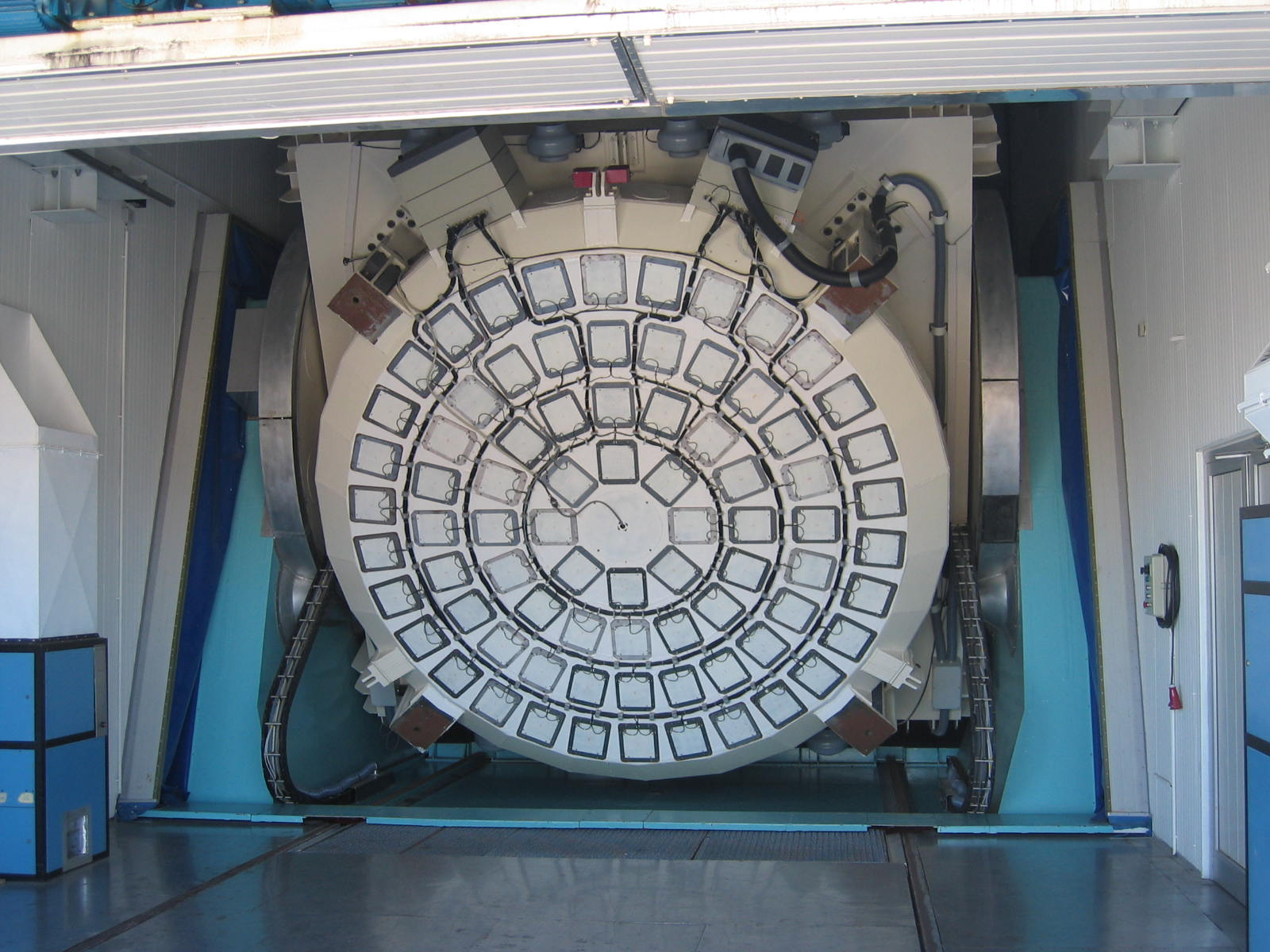
Teleskop s aktivní optikou – NTT
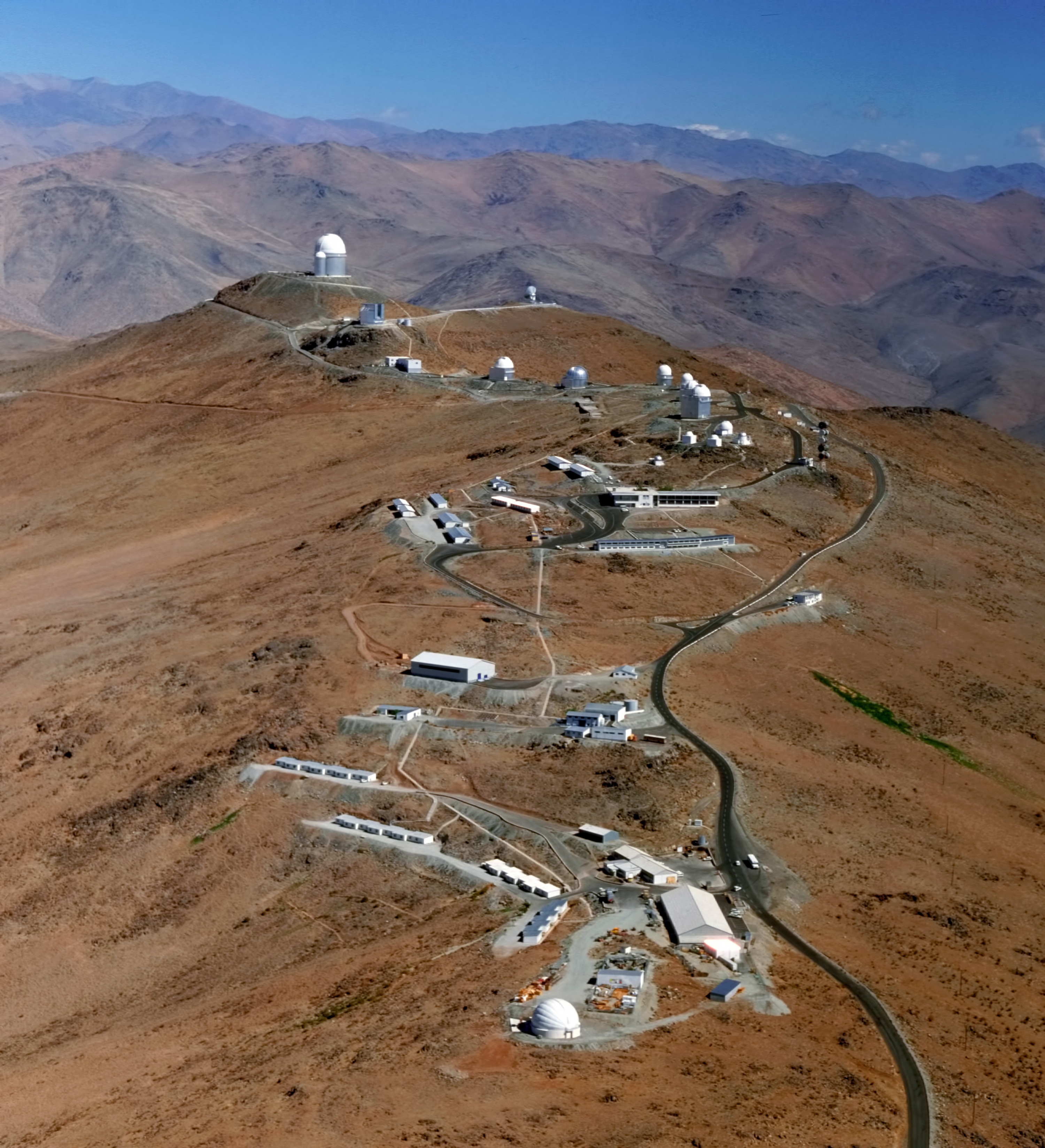
Letecký pohled na areál
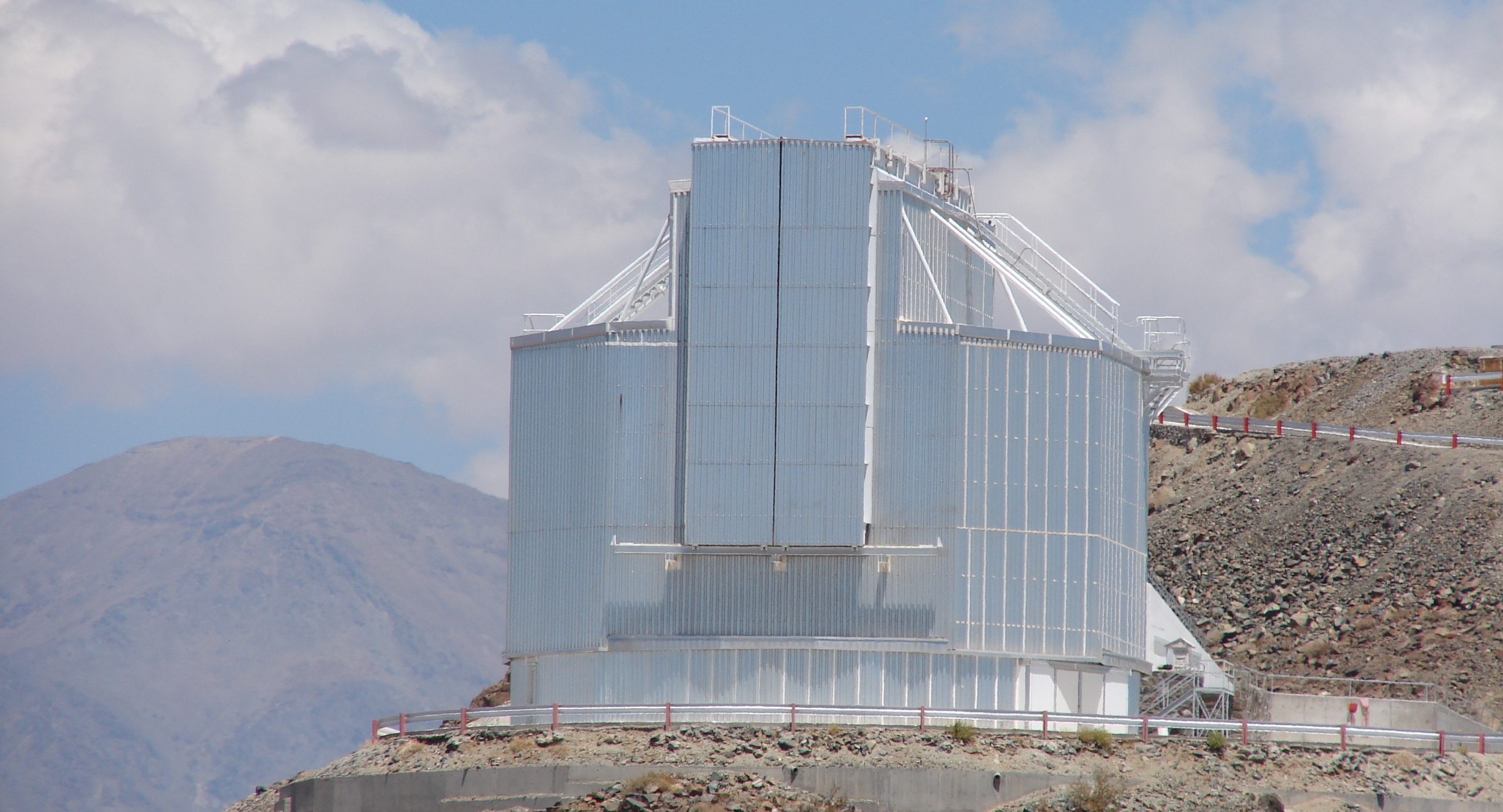
Teleskop 3,58 m s technologií NTT – s aktivní optikou